# Kyrie (canción)
«Kyrie» —del griego κύριος: Señor— es una canción de la banda estadounidense de rock Mr. Mister, publicada en el álbum de 1985 Welcome to the Real World.
Alcanzó el primer lugar del Billboard Hot 100 en marzo de 1986, manteniéndose estable por dos semanas. Seguidamente, se ubicó también en el primer puesto del Billboard Top Rock Tracks durante una semana. En el Reino Unido alcanzó el puesto once en abril de 1986. La canción se hizo popular cuando fue utilizada por el equipo de béisbol Baltimore Orioles para su jardinero Nate McLouth.

## Letra
Las letras de "Kyrie" fueron escritas por el letrista John Lang quien coescribió las canciones de todos los álbumes de Mr. Mister. La música fue compuesta por Richard Page y Steve George mientras estaba de gira con Adam Ant.
"Kýrie, eléison, down the road that I must travel (en español: por el camino que tengo que recorrer)
"Kýrie, eléison, through the darkness of the night" (en español: a través de la oscuridad de la noche)
Kýrie, eléison que significa "Señor, ten piedad" en griego, y es una parte de muchos ritos litúrgicos en el cristianismo oriental y occidental.  Kyrie, eleison, Christe, eleison, Kyrie, eleison es una oración que dice "Señor, ten misericordia; Cristo, ten piedad, Señor, ten piedad". Según el cantante Page toda la canción es, esencialmente, una oración.
Existe el mito de que el cantante Richard Page escribió esta canción mientras estaba internado en un hospital después de un ataque. John Lang ha declarado que él es quien fue atacado, tres años antes de que "Kyrie" fuera escrita, y que el incidente no tiene nada que ver con la canción.
El video musical fue dirigido por Nick Morris, y presenta imágenes tomadas detrás del escenario y en concierto durante el final de su gira de 1985 Fall con Tina Turner.

## Lista de canciones
Sencillo 7"
A «Kyrie» - 4:10
B «Run to Her» - 3:36
Sencillo 12"
A «Kyrie» (versión del álbum) - 4:24
B1 «Run to Her» - 3:36
B2 «Hunters of the Night» - 5:07
- Nota: La versión del sencillo termina con un a capela que dice: "Kýrie, eléison, down the road that I must travel" mientras que en la versión del álbum simplemente se desvanece.

## Posicionamiento en listas
| Lista (1986)                          | Máxima posición |
| ------------------------------------- | --------------- |
| Alemania (Offizielle Deutsche Charts) | 7               |
| Australia (Kent Music Report)         | 11              |
| Austria (Ö3 Austria Top 40)           | 5               |
| Bélgica (Flandes) (Ultratop 50)       | 7               |
| Canadá (RPM Top Singles)              | 1               |
| Estados Unidos (Billboard Hot 100)    | 1               |
| Estados Unidos (Adult Contemporary)   | 11              |
| Estados Unidos (Mainstream Rock)      | 1               |
| Irlanda (IRMA)                        | 6               |
| Italia (FIMI)                         | 51              |
| Noruega (VG-lista)                    | 1               |
| Nueva Zelanda (Recorded Music NZ)     | 30              |
| Países Bajos (Dutch Top 40)           | 6               |
| Reino Unido (Official Charts Company) | 11              |
| Suecia (Sverigetopplistan)            | 6               |
| Suiza (Schweizer Hitparade)           | 3               |

| Lista (1986)                       | Posición |
| ---------------------------------- | -------- |
| Canadá (RPM 100)                   | 26       |
| Países Bajos (Dutch Top 40)        | 66       |
| Estados Unidos (Billboard Hot 100) | 9        |

| Predecesor: «How Will I Know» de Whitney Houston                             | Billboard Hot 100 sencillo número uno 1 de marzo de 1986 – 8 de marzo de 1986 | Sucesor: «Sara» de Starship                     |
| Predecesor: «How Will I Know» de Whitney Houston                             | Canadian RPM sencillo número uno 8 de marzo de 1986 – 15 de marzo de 1986     | Sucesor: «Sara» de Starship                     |
| Predecesor: «When the Going Gets Tough, the Tough Get Going» de Billy Ocean  | Norwegian Singles Chart sencillo número uno 26 de abril de 1986               | Sucesor: «A Different Corner» de George Michael |
| Predecesor: «Silent Running (On Dangerous Ground)» de Mike and the Mechanics | Hot Mainstream Rock Tracks sencillo número uno 1 de febrero de 1986           | Sucesor: «Stages» de ZZ Top                     |